# Juillet 1806

## Événements

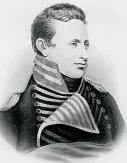
Zebulon Pike

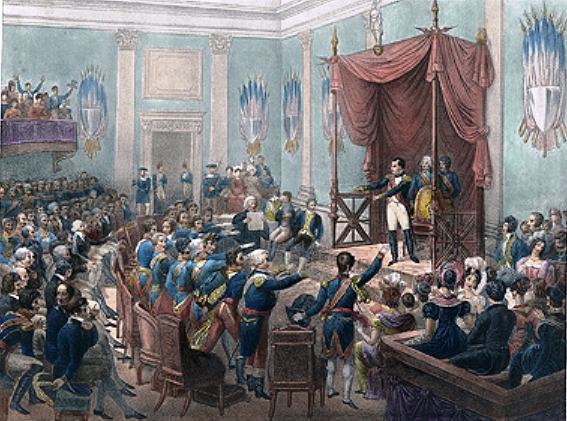
Hommage de la confédération du Rhin.

- Nguyên Anh se proclame empereur du Vietnam sous le nom de Gia Long, avec l’investiture de la Chine[1]. Il crée un pouvoir absolu, très centralisé. Il fait disparaître les derniers vestiges de féodalité et réforme l’armée, l’enseignement supérieur et l’administration.

- 3 juillet, guerre russo-persane : prise de Derbent[2]. Conquête de l’Ossétie et des khanats de Quba, de Bakou et de Derbent par les Russes[3].

- 4 juillet : victoire britannique sur la France à la bataille de Maida. la Calabre se soulève contre l’occupation française[4].

- 12 juillet : traité de la confédération du Rhin signé à Paris[5].

- 15 juillet, États-Unis : le capitaine Zebulon Pike de l'US Army conduit l’expédition Pike du 15 juillet 1806 au 1er juillet 1807) afin d'explorer le sud et l'ouest des nouveaux territoires achetés à la France lors de la vente de la Louisiane.

- 16 juillet : création de la confédération du Rhin qui reconnaît Napoléon comme « protecteur » (1er août) et à laquelle adhèrent seize princes allemands[6].

- 20 juillet : traité de paix franco-russe, négocié par Talleyrand et l’ambassadeur Oubril[4].

- 26 juillet - 6 avril 1807 : Napoléon convoque une assemblée de notables juifs, pour savoir si les lois juives sont compatibles avec le droit commun. Les notables se soumettent à la loi du prince en matière civile et politique.

## Décès
- 10 juillet : George Stubbs, peintre anglais (° 25 août 1724).